# 한원

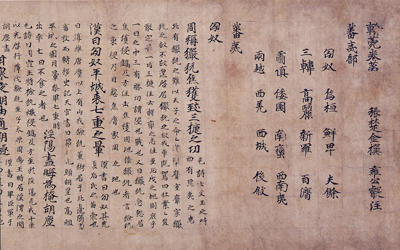

《한원》(翰苑)은 중국 당 고종 현경 5년(660년) 이전에 장초금(張楚金)이 저술하고, 송대에 옹공예(雍公叡)가 주석을 붙인 유서(類書)로, 권제30에 해당하는 번이부(蕃夷部) 1권만이 일본 후쿠오카시 다자이후 덴만구(太宰府天滿宮)에 전한다. 해당 사본은 일본의 국보로 지정되어 있다.

## 개요
일본의 사학자 유아사 유키히코(湯淺幸孫)에 따르면 《한원》은 원래 아동 대상의 (훗날의 4-4-6-4 형식으로 이루어지는 사륙병려문 창작을 위한) 대구(對句) 연습용 교재로써 저자 장초금이 자신의 일족 아이들을 위한 홈스쿨링용으로 이 책을 작성하였다고 지적되고 있다. 장초금의 자서에 따르면 당 고종 현경 5년 무렵에 작성된 것으로 보이는데, 그 해 3월 12일 계축에 꿈에서 공자를 만나 그에게 춘추를 지은 대의와 그의 생사관에 대한 이야기를 나누고 깨어난 뒤 그 감흥으로 한원을 저술하게 되었다고 적었다.
《한원》의 문장 구성은 4자씩 8자가 대구를 이루어 16자가 1운으로 구성되는 정문(正文)과, 대구 뒤에는 전거를 제시하는 협주(주기)가 있다. 주(注)에는 그 출전이 작게 적혀 있다. 《한원》에는 장초금이 찬하고 옹공예가 주석한다(張楚金撰雍公叡注)고 되어 있는데 이에 대해서는 정문과 주기 모두 장초금에 의해 이루어졌으며 송대에 옹공예가 일부 내용에 간단하고 평이한 내용만을 짧게 보주하였다고 보는 견해와, 장초금보다 한 세대 뒤의 인물인 고예를 옹공예로 보고 주기는 전적으로 그에 의해 작성되었다는 견해가 있다(다만 윤용구는 유아사의 설을 반대하고 장초금에 의해 정문이 편찬된 시기와 거의 비슷하게 주기가 작성되었을 것으로 보면서도, 전해종처럼 특정 인물을 옹공예로 비정하려는 설에 대해서는 회의적인 시각을 비쳤다).
전체 권수에 대해서는 《구당서》(舊唐書) 장도원(張道源)의 열전에는 30권、《신당서》(新唐書) 예문지(芸文志)에는 7권과 20권이라는 두 설이 병기되어 있고, 《숭문총목》(崇文總目) 유서부에는 7권, 《송사》(宋史) 예문지에는 11권으로 되어 있다. 일본의 동양사학자 나이토 고난(内藤湖南)에 따르면 30권으로 보는 것이 정확하다고 한다. 875년~891년에 작성된 《일본국현재서목록》(日本国見在書目録)에는 《한원》이 30권으로 되어 있는데, 이 기록은 한원에 관한 가장 오래된 기록이며, 《신당서》가 편찬되던 시점에서는 이미 《한원》 전질이 흩어져 일부만 남은 상태였음을 보여준다.
《일본국현재서목록》 외에도 9세기 시게노 사다누시(滋野貞主)가 쓴 《비부략》(秘府略)과 헤이안 말기의 《향약초》(香薬抄) 등에서 《한원》을 인용하고 있다. 그 뒤에는 기록에 사라졌으나, 1917년에 후쿠오카의 다자이후덴만구 소장 보물들을 조사하는 과정에서 구로이타 가쓰미(黒板勝美)에 의해 재발견된다.
다자이후 덴만구 소장 사본 《한원》은 나이토 고난의 해설로 1922년에 일본 교토대학(京都大学)에서 영인 역주본이 출간되었으며(중국에서도 1934년 역주본이 나왔다). 1954년에는 해당 사본이 일본의 국보로 지정되었다. 1977년에는 다자이후덴만구의 제신(祭神)이기도 한 스가와라노 미치자네(菅原道真) 1075주기를 기념하는 사업의 일환으로써 다케우치 리조(竹内理三)에 의해 해석문 ・ 훈독문이 붙은 번역본이 간행된다.
오자와 탈문이 상당히 많이 발견되기는 하지만, 이제는 실전되어 이름만 남은 사서들인 어환(魚豢)의 《위략》(魏略), 《고려기》(高麗記) 등의 문헌을 다수 인용하고 있는 데다 현존하는 문헌과 대조해 보아도 본문과는 다른 부분이 다수 발견되고 있어 귀중한 사료로 취급된다. 특히 어환의 《위략》은 한국이나 일본 관련 기사에서 자주 인용되고 있다.

## 구성
- 흉노(匈奴), 오환(烏桓), 선비(鮮卑), 부여
- 삼한, 고려(高驪), 신라(新羅), 백제(百濟)
- 숙신, 왜국(倭国), 남만, 서남이
- 양월(말미가 빠짐), 서강(전문 빠짐), 서역(앞부분 빠짐)
- 서문

## 한국어 번역
한국에서는 1974년 아세아문화사에서 영인본을 출간하였으며, 2019년 동북아역사재단 한국고중세사연구소에서 역주본을 출간하였다.